# Urs Affolter
Urs Affolter (* 3. April 1958 in Zürich; † 28. Juni 2016 in Hamburg) war ein Schweizer Schauspieler und Musicaldarsteller sowie Hörspielsprecher.

## Leben
Urs Affolter erhielt seine künstlerische Ausbildung an der Schauspielakademie Zürich. Festengagements führten ihn zunächst von 1983 bis 1987 an das Deutsche Theater Göttingen. Zwischen 1987 und 1990 war er an den Theatern in Baden-Baden und Bremen sowie am Theater des Westens in Berlin verpflichtet. Von 1990 bis 1995 gehörte er dem Theater Kiel an, von 1996 bis 1997 dem Badischen Staatstheater Karlsruhe. Seit 1997 lebte Affolter freischaffend in Hamburg und spielte gastweise am Staatstheater Nürnberg, am Nationaltheater Mannheim, am Hessischen Staatstheater Wiesbaden, am Opernhaus Kiel, am Theater Bielefeld, am Volkstheater Rostock, auf der Walensee-Bühne in Walenstadt und am Gelsenkirchener Musiktheater im Revier. In Hamburg trat er am Schmidt Theater und dem Theater Kehrwieder in der Speicherstadt auf.
Affolter spielte die Titelrollen in den Goethe-Stücken Reineke Fuchs und Torquato Tasso, sowie in Die Verschwörung des Fiesco zu Genua von Friedrich Schiller. Ferner war er unter anderem Christian Maske in Carl Sternheims Komödie Der Snob, Malvolio in Was ihr wollt von William Shakespeare und Wetter vom Strahl in Heinrich von Kleists Schauspiel Das Käthchen von Heilbronn. Als Musicaldarsteller verkörperte er neben anderen Rollen in My Fair Lady sowohl den Sprachprofessor Higgins (Theater Bielefeld) als auch den Müllkutscher Alfred P. Doolittle (Walensee-Bühne), am Theater Kiel war er der Conférencier in Cabaret, im Opernhaus Don Quijote in Der Mann von La Mancha sowie Styx in Orpheus in der Unterwelt. In Wiesbaden spielte er Albin in La Cage aux Folles, in Nürnberg sah das Publikum ihn in Silk Stockings. Im Februar 2011 hatte Ganz allein. Eine Nacht mit Roy Black, eine von Affolter konzipierte Hommage an den 1991 verstorbenen Schlagersänger, Uraufführung im Theater Kehrwieder.
Vor der Kamera stand Affolter nur selten. Er wirkte ausserdem in einigen kommerziellen Hörspielproduktionen wie Die drei ??? oder TKKG mit und lehrte eine Zeit lang an der Hamburger Joop van den Ende Academy.
Urs Affolter starb unerwartet Ende Juni 2016 in Hamburg und fand seine letzte Ruhestätte auf dem Zürcher Friedhof Manegg.

## Filmografie
- 1982: Der Besuch der alten Dame
- 1983: Fehlstart (Kurzfilm)
- 1998–1999: Verbotene Liebe (5 Folgen)
- 2001: Die Biester (5 Folgen als Sissi)
- 2001: Küstenwache – Jetski-Rowdies
- 2001: Die Rettungsflieger – Abschied von Maren
- 2002: Großstadtrevier – Vaterliebe
- 2003: Die Kinder vom Alstertal – Moritz weiß, was er will
- 2003: Broti & Pacek – Irgendwas ist immer – Frauenalarm